# Abdolreza Kahani

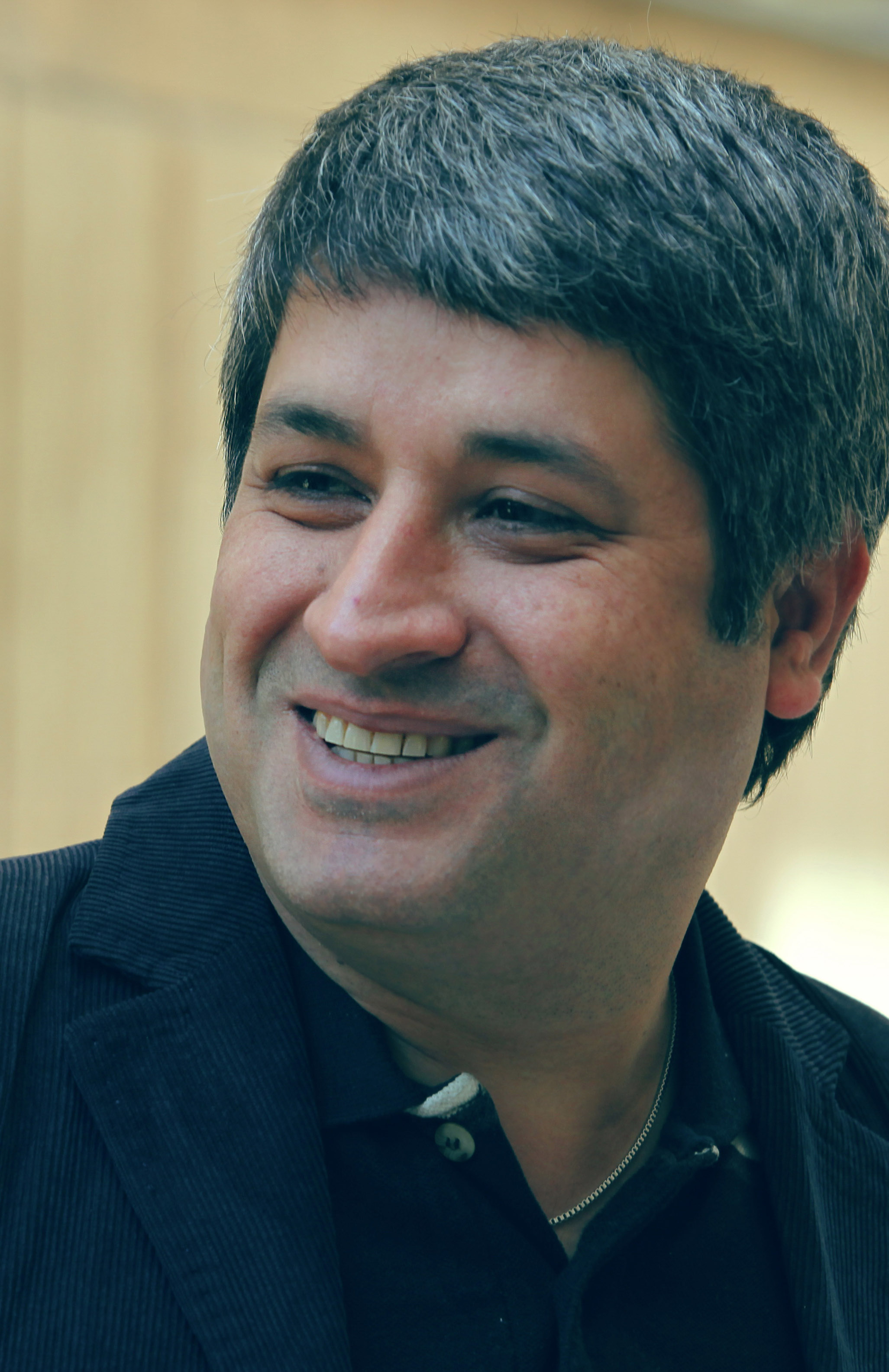
Abdolreza Kahani (2014)

Abdolreza Kahani (persisch عبدالرضا کاهانی, * 22. Dezember 1973 in Nischapur, Provinz Razavi-Chorasan, Iran) ist ein iranischer Filmemacher. Er verdankt sein internationales Renommée dem Film An Ja („Dort“), der im Jahr 2008 auf dem Internationalen Filmfestival Thessaloniki mit dem Goldenen Alexander ausgezeichnet wurde.

## Biografie
Abdolreza Kahani wurde 1973 in Nischapur geboren. Ab dem Alter von 14 Jahren begann er seine Ausbildung als Dramatiker, Schauspieler und  Theaterregisseur. Er wurde für einige seiner Werke bei Schul- und Universitätsfestivals ausgezeichnet. Im Jahr 1991 erhielt er sein Abitur in Geisteswissenschaften in Nischapur und begann ein Studium in den Fächern Theater und Interpretation an der Islamischen Azad-Universität in Arak. Im Jahr 1994 erhielt er den Bachelor-Abschluss und begann ein Masterstudium im Fach Theater an der Azad-Universität in Teheran. 1998 ließ er seine Masterarbeit unvollendet und gab die akademische Laufbahn auf.

## Filmografie
| Year | Originaltitel       | Transliteration                  |
| ---- | ------------------- | -------------------------------- |
| 2002 | مسافران نیاز        | Mosaferan Niaz (Dokumentarfilm)  |
| 2003 | دست های خالی        | Dast Haye Khali (Dokumentarfilm) |
| 2004 | رقص با ماه          | Raghs ba mah (Kurzfilm)          |
| 2005 | ظلم آباد            | Zolm Abad (Dokumentarfilm)       |
| 2007 | آدم                 | Adam                             |
| 2008 | آن جا               | An Ja                            |
| 2009 | بیست                | Bist                             |
| 2010 | هیچ                 | Hich                             |
| 2011 | اسب حیوان نجیبی است | Asb Heyvan Najibi Ast            |
| 2012 | بی خود و بی جهت     | Bi khod o Bijahat                |
| 2014 | On a le temps       |                                  |

## Auszeichnungen
- Spezialpreis der Jury, Internationales Filmfestival Karlovy Vary, 2009.
- Goldener Alexander, Internationales Filmfestival Thessaloniki, 2008.